# Liste der Schweizer Meister im Schach
Die Liste der Schweizer Meister im Schach enthält die Sieger aller Schweizer Einzelmeisterschaften der Herren und Damen.
Von Zürich 1889 bis 1909 kannte man nur die sogenannten Schweizerischen Schachturniere, die zumeist an Wochenenden ausgetragen wurden und normalerweise fünf Partien auf dem Programm hatten. Dem oder den Siegern dieser Turniere wurde kein Titel zuerkannt. 1909 beschloss dann der Zentralvorstand des SSV, dem Sieger der sogenannten 1. Klasse (aber nur, wenn er 4,5 Punkte aus den 5 Partien erzielte) Würde und Titel eines Schweizer Meisters zu verleihen. In Davos 1911 und Montreux 1914 erreichten die Sieger dieses verlangte Kriterium nicht. 1891 und 1894 wurden keine Schweizerischen Schachturniere ausgetragen.
Ausbruch und Dauer des Ersten Weltkriegs verhinderten die Durchführung Schweizerischer Schachturniere in den Jahren 1915 bis 1919.
1968 wurden keine Meisterschaften ausgetragen, weil der Termin mit der Schacholympiade 1968 kollidierte, die vom 17. Oktober bis 7. November in Lugano stattfand. Die Meisterschaften 2020, die in Flims stattfinden sollten, wurden wegen der COVID-19-Pandemie abgesagt.
Nicht nur beim Schweizerischen Schachbund gemeldete Spieler sind spielberechtigt, sondern alle Schweizer Staatsbürger. So gewann Alexandra Kostenjuk 2011 die Damen- sowie 2013 die Herrenmeisterschaft, obwohl sie nie für den SSB gemeldet war, weil ihr damaliger Ehemann Schweizer ist und sie einen Schweizer Pass hat.

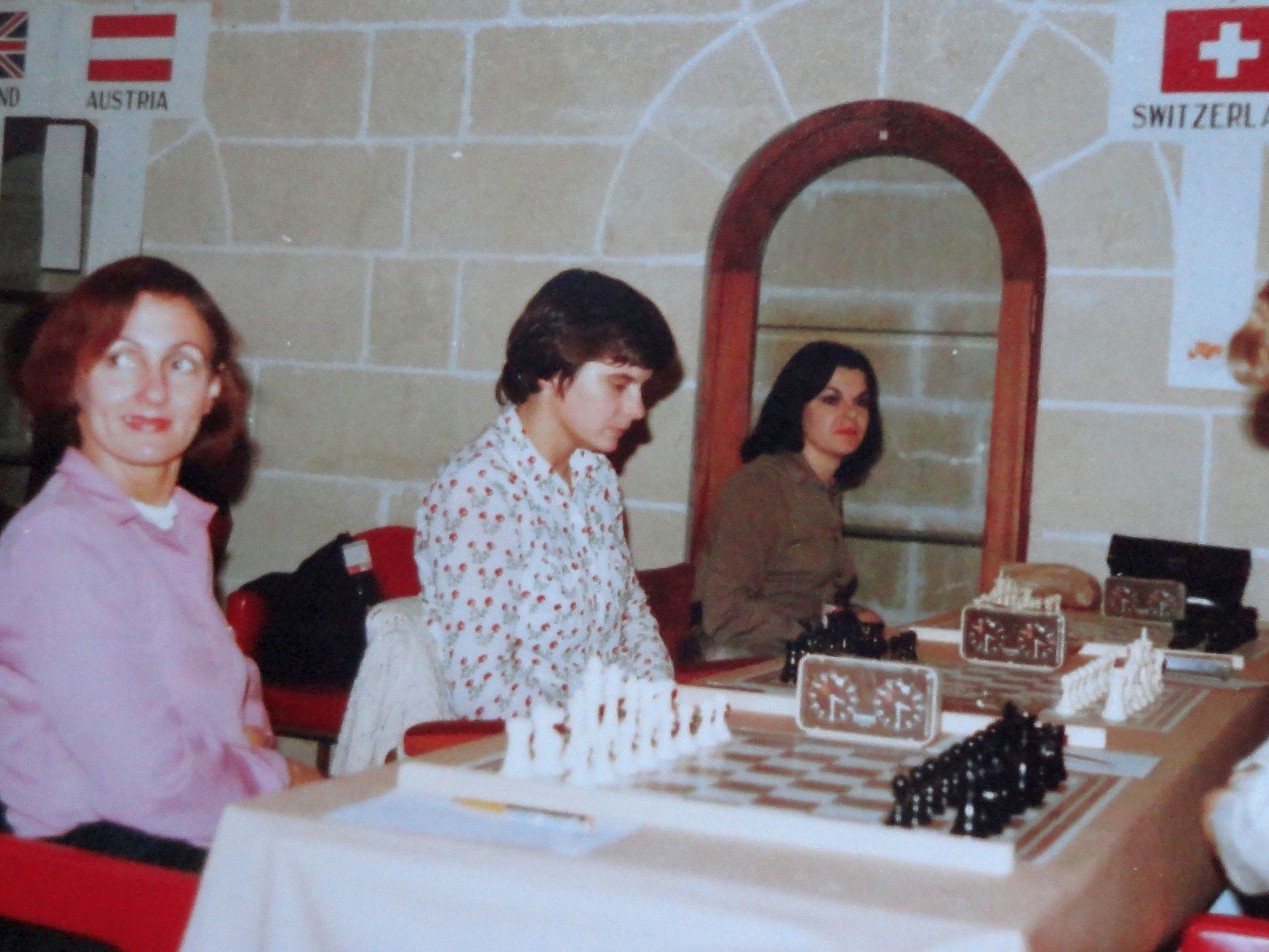
Vanda Veprek, Christa Bürgin und Silvia Schladetzky, Schacholympiade 1980

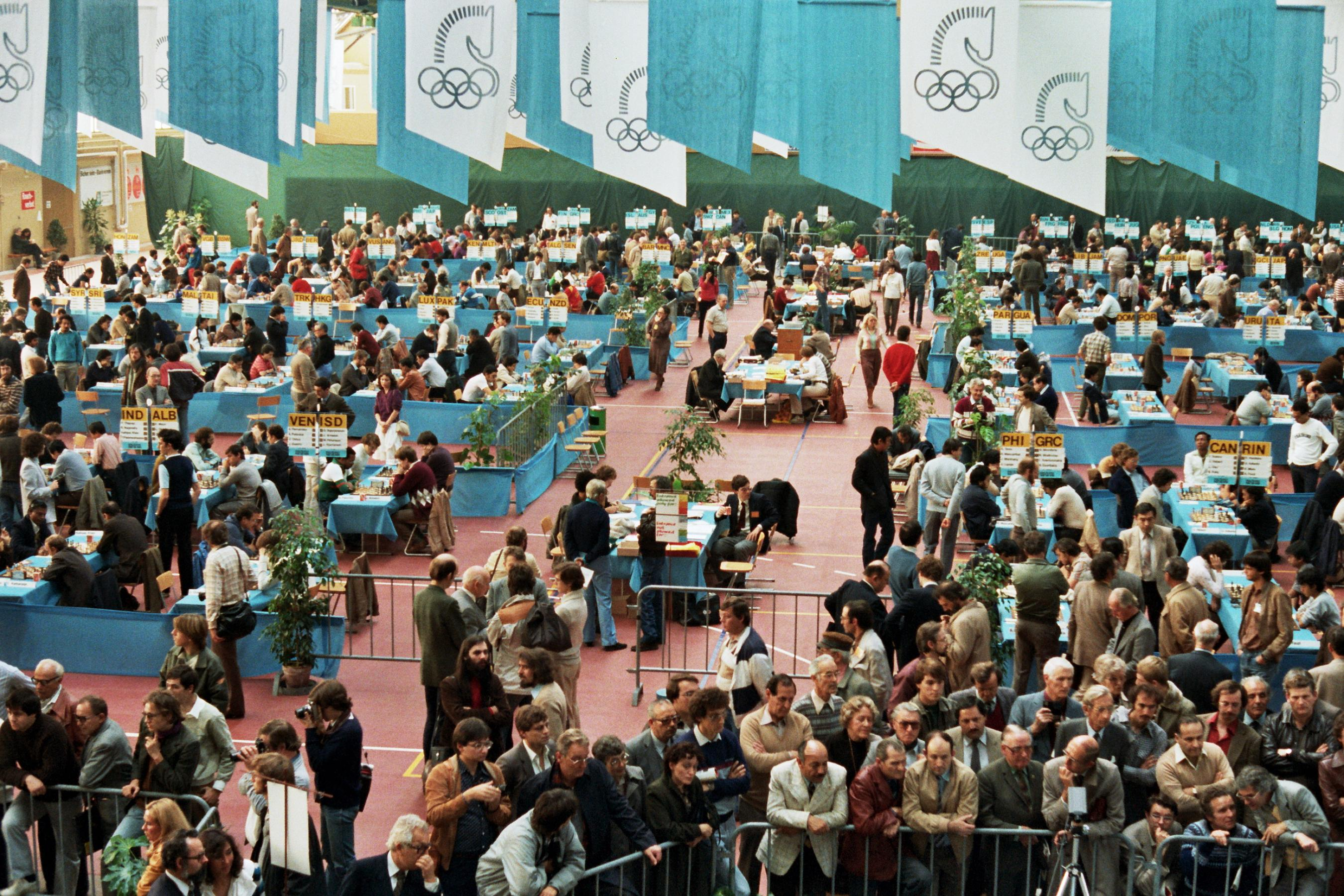
Schweizer Meister als Teilnehmer im Turniersaal der Schacholympiade 1982 in Luzern

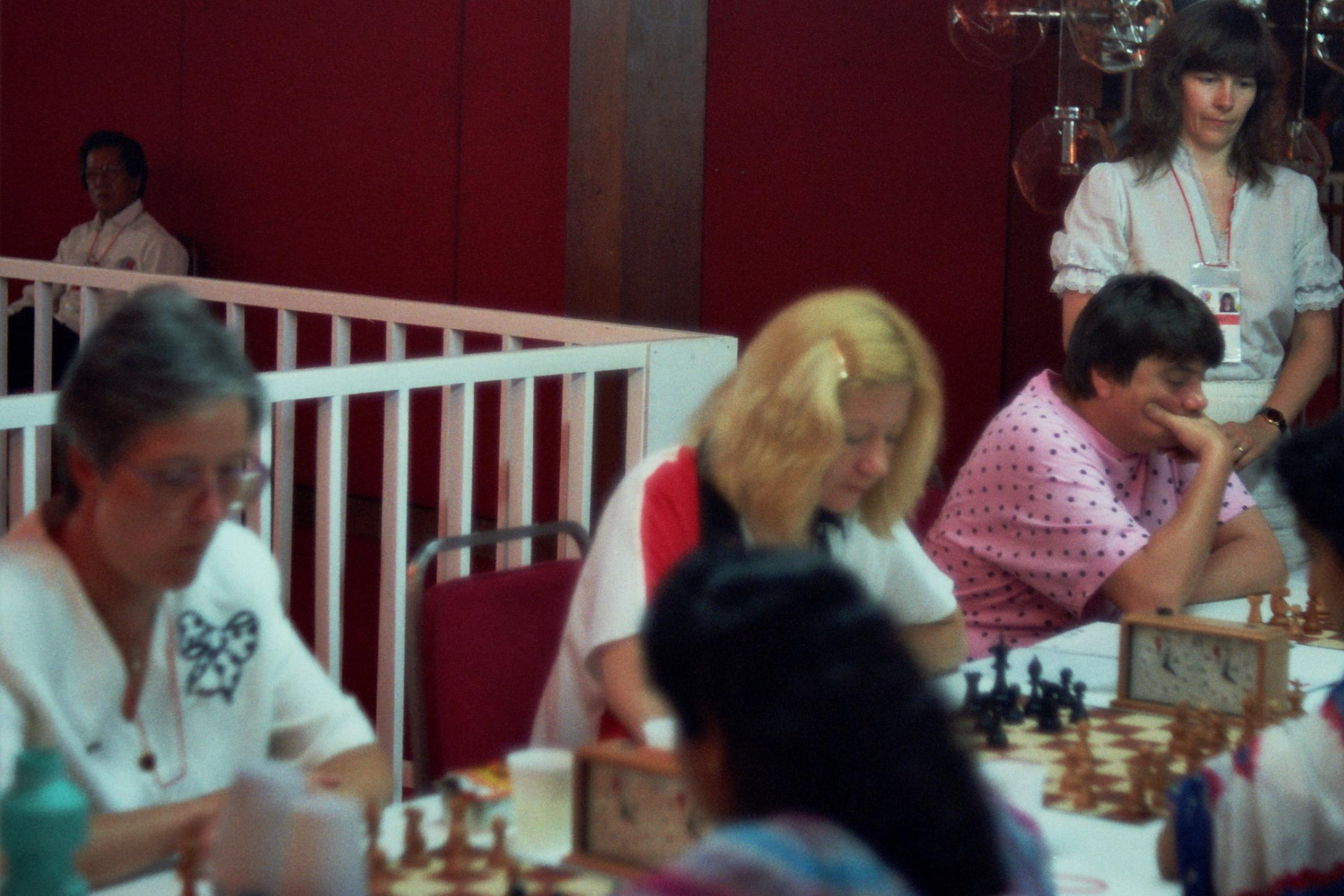
Corinne Schneider, Claude Baumann, Tatjana Lematschko und Barbara Hund, Schacholympiade 1992

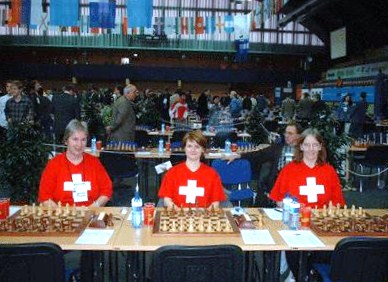
Die Schweizer Damen bei der Schacholympiade 2002 in Bled, Gundula Heinatz in der Mitte

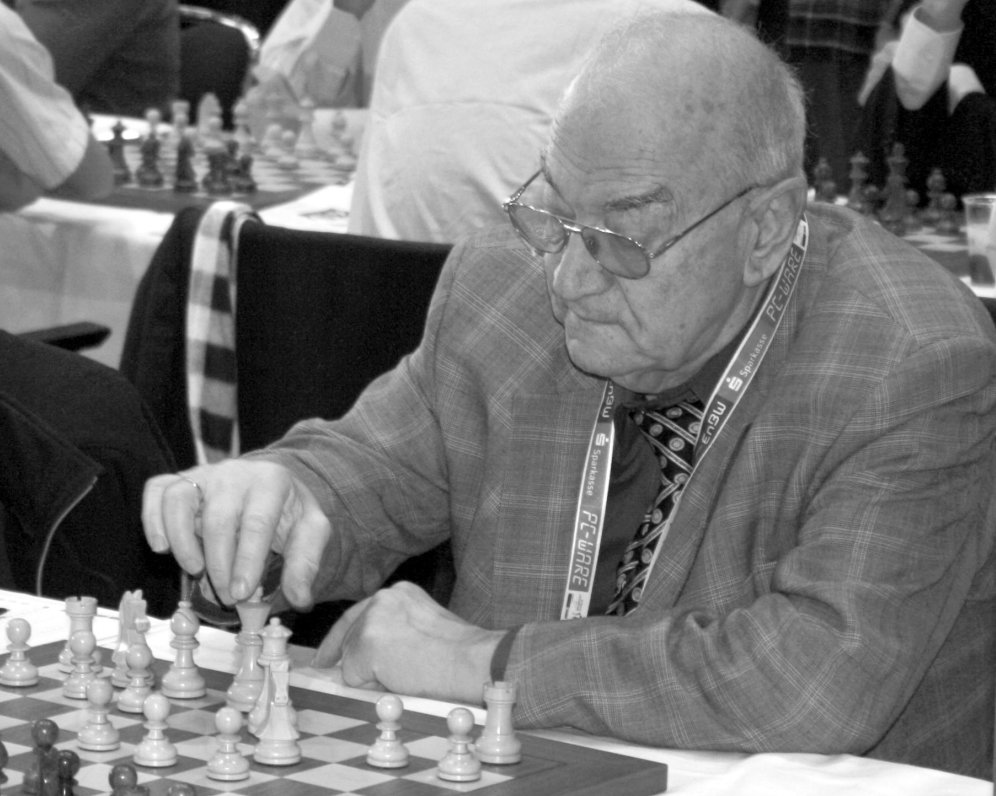
Viktor Kortschnoi bei der Schacholympiade 2008 in Dresden

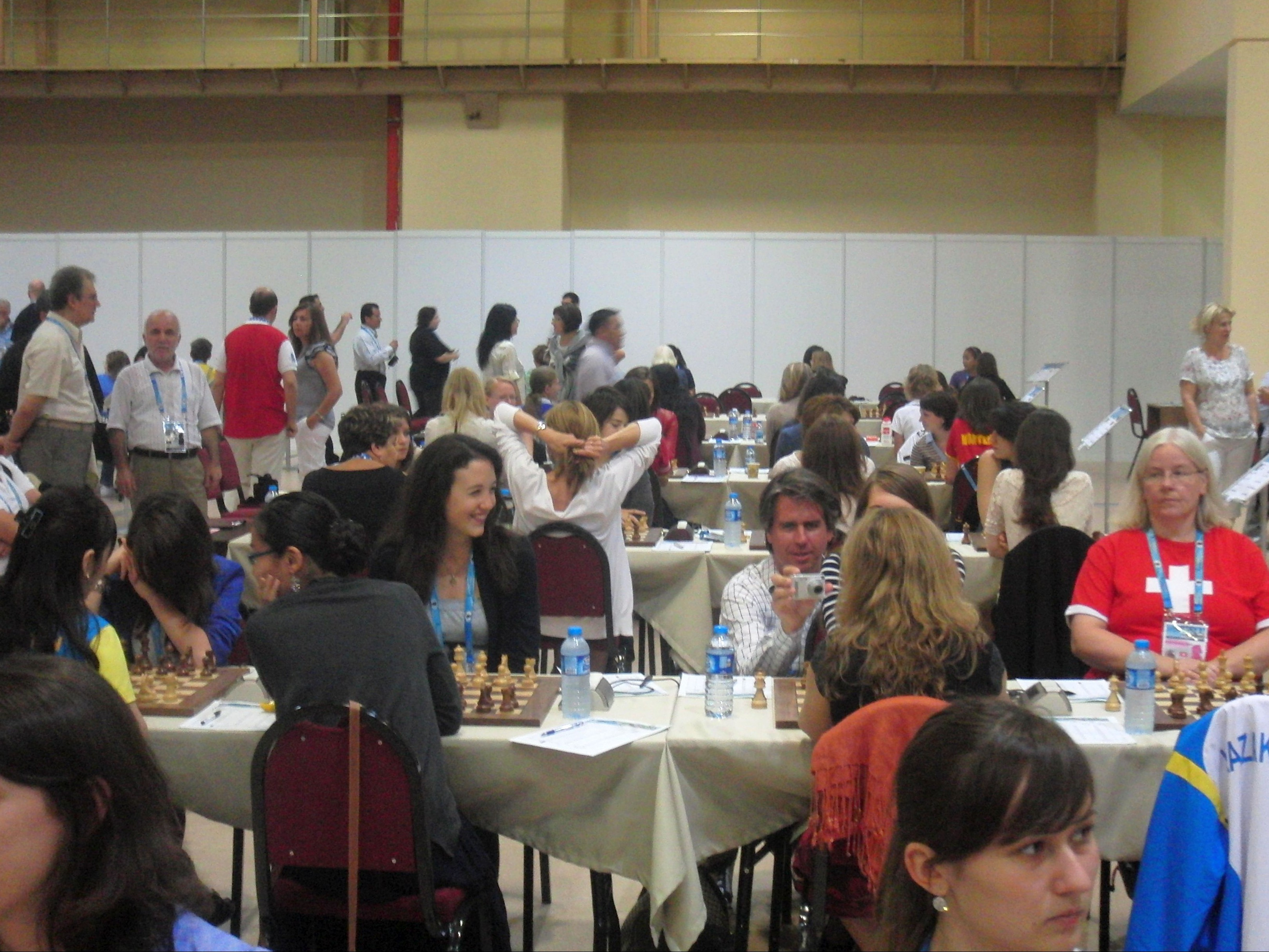
Schweizer Teilnehmer an der Schacholympiade 2012 in Istanbul.

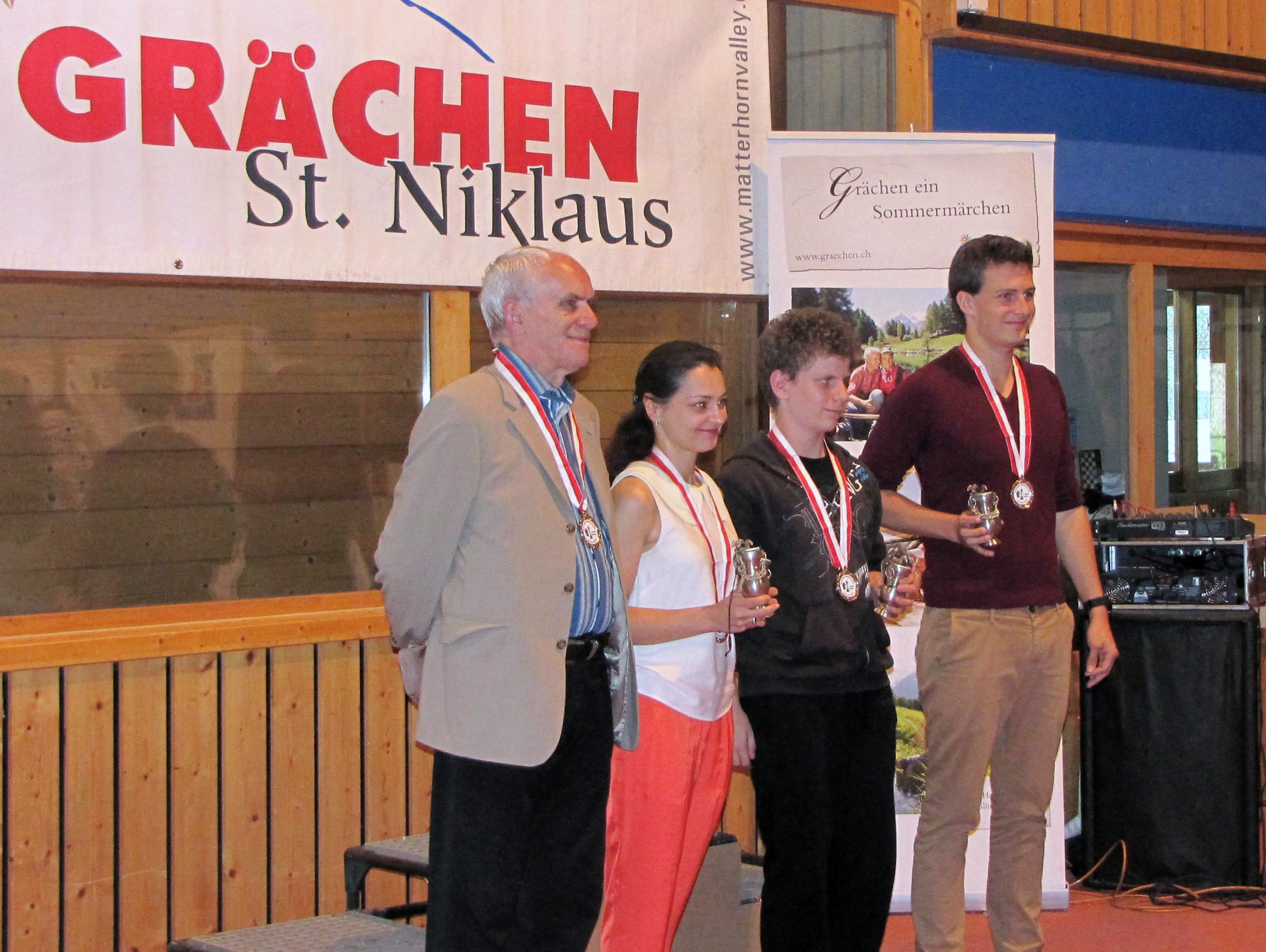
Schweizer Meister 2013: Vjekoslav Vulevic, Alexandra Kosteniuk, Aurélien Pomini und André Meylan

| Jahr | Ort                        | Herren                                                            | Damen                                    |
| ---- | -------------------------- | ----------------------------------------------------------------- | ---------------------------------------- |
| 1889 | Zürich                     | Max Pestalozzi, Artur Popławski                                   |                                          |
| 1890 | Winterthur                 | Max Pestalozzi, Artur Popławski                                   |                                          |
| 1892 | Basel                      | Oscar Corrodi, Paul Fahrni                                        |                                          |
| 1893 | Bern                       | Alex Popoff                                                       |                                          |
| 1895 | Zürich                     | Ulrich Bachmann                                                   |                                          |
| 1896 | Luzern                     | Ulrich Bachmann, Alfred Stooss                                    |                                          |
| 1897 | Aarau                      | Hermann Sack                                                      |                                          |
| 1898 | Basel                      | Ulrich Bachmann                                                   |                                          |
| 1899 | Lausanne                   | Moriz Henneberger                                                 |                                          |
| 1900 | Bern                       | Andreas Duhm                                                      |                                          |
| 1901 | St. Gallen                 | Max Pestalozzi, Eugen Meyer, Andreas Duhm, Hans Duhm              |                                          |
| 1902 | Biel                       | Eugen Meyer                                                       |                                          |
| 1903 | Zürich                     | Ernst Müller                                                      |                                          |
| 1904 | Luzern                     | Walter Henneberger                                                |                                          |
| 1905 | Neuenburg                  | Alfred Hänni                                                      |                                          |
| 1906 | Basel                      | Moriz Henneberger, Walter Henneberger                             |                                          |
| 1907 | Schaffhausen               | Dietrich Duhm, Paul Johner, Karl Kunz                             |                                          |
| 1908 | Bern                       | Hans Johner, Paul Johner                                          |                                          |
| 1909 | Zürich                     | Moriz Henneberger                                                 |                                          |
| 1910 | Genf                       | Oskar Naegeli                                                     |                                          |
| 1911 | Davos                      | Moriz Henneberger, Walter Henneberger, Kurt Krantz, Erwin Voellmy |                                          |
| 1912 | Lausanne                   | Walter Henneberger                                                |                                          |
| 1913 | Basel                      | Andreas Duhm                                                      |                                          |
| 1914 | Montreux                   | Dietrich Duhm, Moriz Henneberger                                  |                                          |
| 1920 | St. Gallen                 | Erwin Voellmy                                                     |                                          |
| 1922 | Neuenburg                  | Erwin Voellmy                                                     |                                          |
| 1923 | Bern                       | Hans Johner                                                       |                                          |
| 1924 | Interlaken                 | Otto Zimmermann                                                   |                                          |
| 1925 | Zürich                     | Paul Johner                                                       |                                          |
| 1926 | Genf                       | Walter Michel                                                     |                                          |
| 1927 | Biel                       | Adolf Staehelin                                                   |                                          |
| 1928 | Basel                      | Hans Johner, Paul Johner                                          |                                          |
| 1929 | Schaffhausen               | Hans Johner                                                       |                                          |
| 1930 | Lausanne                   | Paul Johner                                                       |                                          |
| 1931 | Winterthur                 | Hans Johner                                                       |                                          |
| 1932 | Bern                       | Hans Johner, Paul Johner                                          |                                          |
| 1934 | Zürich                     | Hans Johner                                                       |                                          |
| 1935 | Aarau                      | Hans Johner                                                       |                                          |
| 1936 | Luzern                     | Oskar Naegeli                                                     |                                          |
| 1937 | Interlaken                 | Hans Johner                                                       |                                          |
| 1938 | Basel                      | Hans Johner                                                       |                                          |
| 1939 | Montreux                   | Henry Grob                                                        |                                          |
| 1941 | Aarau, Basel, Bern, Zürich | Fritz Gygli                                                       |                                          |
| 1942 | Lausanne                   | Jules Ehrat                                                       |                                          |
| 1943 | St. Gallen                 | Martin Christoffel                                                |                                          |
| 1944 | Vevey                      | Paulin Lob                                                        |                                          |
| 1945 | Lugano                     | Martin Christoffel                                                |                                          |
| 1946 | Winterthur                 | Ernst Strehle                                                     | Mathilde Laeuger-Gasser                  |
| 1947 | Neuenburg                  | Hans Johner                                                       |                                          |
| 1948 | Bern                       | Martin Christoffel                                                | Elisabeth Schild                         |
| 1949 | Schaffhausen               | Serge Tordion                                                     |                                          |
| 1950 | Luzern                     | Hans Johner                                                       | Elisabeth Schild                         |
| 1951 | Genf                       | Henry Grob                                                        | Lina Wiget                               |
| 1952 | Zürich                     | Martin Christoffel                                                |                                          |
| 1953 | Solothurn                  | Max Blau                                                          | Anna Näpfer                              |
| 1954 | Basel                      | Josef Kupper                                                      | Elisabeth Schild                         |
| 1955 | Rapperswil                 | Max Blau                                                          | Anna Näpfer                              |
| 1956 | Thun                       | Max Blau                                                          | Anna Näpfer                              |
| 1957 | Lausanne                   | Josef Kupper                                                      | Madeleine Batchinsky-Gaille              |
| 1958 | Lugano                     | Dieter Keller                                                     | Anna Näpfer                              |
| 1959 | Biel                       | Paulin Lob                                                        | Anna Näpfer                              |
| 1960 | Balgach                    | Dieter Keller                                                     | Anna Näpfer                              |
| 1961 | Interlaken                 | Dieter Keller                                                     | Madeleine Batchinsky-Gaille              |
| 1962 | St. Gallen                 | Josef Kupper                                                      |                                          |
| 1963 | Basel                      | Dieter Keller                                                     | Mathilde Laeuger                         |
| 1964 | Montreux                   | Marcel Markus                                                     | Monique Petit                            |
| 1965 | Bern                       | Marcel Markus                                                     | Maria Fässler, Cécile Huser, K. Fischler |
| 1966 | Lugano                     | Edwin Bhend                                                       | Mathilde Laeuger                         |
| 1967 | Biel                       | Max Blau                                                          | Anna Näpfer                              |
| 1969 | Luzern                     | André Lombard                                                     | Myrta Ludwig                             |
| 1970 | Riehen                     | André Lombard                                                     | Anna Näpfer                              |
| 1971 | Winterthur                 | Heinz Schaufelberger                                              | Elsa Lüssy                               |
| 1972 | Locarno                    | Heinz Schaufelberger                                              | Carla Wettstein                          |
| 1973 | Weggis                     | André Lombard                                                     | Elsa Lüssy                               |
| 1974 | Wettingen                  | André Lombard                                                     | Trudy André                              |
| 1975 | Zürich                     | Werner Hug                                                        | Carla Wettstein                          |
| 1976 | Ascona                     | Hansjürg Känel                                                    | Anna Näpfer                              |
| 1977 | Muttenz                    | André Lombard                                                     | Myrta Ludwig                             |
| 1978 | St. Moritz                 | Hansjürg Känel                                                    | Myrta Ludwig                             |
| 1979 | Biel                       | Heinz Wirthensohn                                                 | Monique Ruck-Petit                       |
| 1980 | Ascona                     | Hansjürg Känel                                                    | Theres Leu                               |
| 1981 | Biel                       | Heinz Wirthensohn                                                 | Vanda Veprek-Bilinski                    |
| 1982 | Silvaplana                 | Viktor Kortschnoi                                                 | Claude Baumann                           |
| 1983 | Baden                      | Andreas Huss                                                      | Erika Vogel                              |
| 1984 | Arosa                      | Viktor Kortschnoi                                                 | Tatjana Lematschko                       |
| 1985 | Silvaplana                 | Viktor Kortschnoi                                                 | Anne Knecht                              |
| 1986 | Basel                      | Markus Klauser                                                    | Tatjana Lematschko                       |
| 1987 | Lenk                       | Richard Gerber                                                    | Claude Baumann                           |
| 1988 | Silvaplana                 | Roland Ekström                                                    | Claude Baumann                           |
| 1989 | Biel                       | Beat Züger                                                        | Evi Reimer                               |
| 1990 | Arosa                      | Ivan Nemet                                                        | Silvia Schladetzky                       |
| 1991 | Chiasso                    | Jean-Luc Costa                                                    | Claude Baumann                           |
| 1992 | Leukerbad                  | Heinz Wirthensohn                                                 | Evi Grünenwald-Reimer                    |
| 1993 | Silvaplana                 | Jean-Luc Costa                                                    | Barbara Hund                             |
| 1994 | Luzern                     | Lucas Brunner                                                     | Shahanah Schmid                          |
| 1995 | Villars-sur-Ollon          | Yannick Pelletier                                                 | Tatjana Lematschko                       |
| 1996 | Arosa                      | Viktor Gavrikov                                                   | Evi Grünenwald-Reimer                    |
| 1997 | Silvaplana                 | Joseph Gallagher                                                  | Tatjana Lematschko                       |
| 1998 | Engelberg                  | Joseph Gallagher                                                  | Catherine Thürig                         |
| 1999 | Grächen                    | Roland Ekström                                                    | Shahanah Schmid                          |
| 2000 | Pontresina                 | Yannick Pelletier                                                 | Evi Grünenwald-Reimer                    |
| 2001 | Scuol                      | Roland Ekström                                                    | Monika Seps                              |
| 2002 | Leukerbad                  | Yannick Pelletier                                                 | Monika Seps                              |
| 2003 | Silvaplana                 | Florian Jenni                                                     | Tatjana Lematschko                       |
| 2004 | Samnaun                    | Joseph Gallagher                                                  | Tatjana Lematschko                       |
| 2005 | Saas-Almagell              | Joseph Gallagher                                                  | Monika Seps                              |
| 2006 | Lenzerheide                | Florian Jenni                                                     | Tatjana Lematschko                       |
| 2007 | Leukerbad                  | Joseph Gallagher                                                  | Monika Seps                              |
| 2008 | Samnaun                    | Roland Ekström                                                    | Tatjana Lematschko                       |
| 2009 | Grächen                    | Viktor Kortschnoi                                                 | Tatjana Lematschko                       |
| 2010 | Lenzerheide                | Yannick Pelletier                                                 | Tatjana Lematschko                       |
| 2011 | Leukerbad                  | Viktor Kortschnoi                                                 | Alexandra Kostenjuk                      |
| 2012 | Flims                      | Joseph Gallagher                                                  | Monika Seps                              |
| 2013 | Grächen                    | Alexandra Kostenjuk                                               | Alexandra Kostenjuk                      |
| 2014 | Bern                       | Yannick Pelletier                                                 | Gundula Heinatz                          |
| 2015 | Leukerbad                  | Vadim Milov                                                       | Alexandra Kostenjuk                      |
| 2016 | Flims                      | Noël Studer                                                       | Laura Stoeri                             |
| 2017 | Grächen                    | Yannick Pelletier                                                 | Lena Georgescu                           |
| 2018 | Lenzerheide                | Sebastian Bogner                                                  | Gundula Heinatz                          |
| 2019 | Leukerbad                  | Noël Studer                                                       | Elena Sedina                             |
| 2021 | Flims                      | Joseph Gallagher                                                  | Lena Georgescu                           |
| 2022 | Samnaun                    | Fabian Bänziger                                                   | Lena Georgescu                           |
| 2023 | Leukerbad                  | Fabian Bänziger                                                   | Sofiia Hryzlova                          |
| 2024 | Flims                      | Sebastian Bogner                                                  | Mariia Manko                             |
| 2025 | Disentis/Mustér            | Sebastian Bogner                                                  | Elena Sedina                             |

## Schweizer Meister im Fernschach
1. Karl Flatt (1941–1942)
2. Jules Ehrat (1943–1944)
3. Moriz Henneberger – Walter Henneberger  (1946–1947)
4. Max Blau (1948–1949)
5. Max Meier (1)950–1951)
6. Hans Selhofer (1955–1956)
7. Irenée Egger – Josef Steiner  (1959–1960)
8. Otto Krausz (1962–1963)
9. Edgar Walther (1970–1971)
10. Jurij Janzek (1981–1982)
11. Georg Weissen (1984–1985)
12. Alex Crisovan (1988–1989)
13. Fabrice Liarder (1991–1992)
14. Toni Thaler (1993–1994)
15. Jens Uwe Klügel (1995–1996)
16. Laurent Jacot (1997–1998)
17. Patrick Hugentobler (1999–2001)
18. Martin Leutwyler (2001–2003)
19. Patrick Hugentobler (2004–2006)[4]
20. Albi Gmür (2006–2007)[5]
21. Andreas Brugger (2007–2009)[6]
22. Rolf Scherer (2009–2011)[7]
23. Gilles Terreaux (2011–2013)[8]
24. Roger Mayer  (2013–2015)[9]
25. Walter Steiger  (2015–2017)[10]
26. Pablo Schmid  (2017–2019)[11]
27. Reinhard Wegelin  (2019–2021)[12]
28. Roger Mayer – Stefan Salzmann – Oliver Killer – Philippe Corbat  (2021–2023)[13]